# Epipocus cinctus
Epipocus cinctus là một loài bọ cánh cứng trong họ Endomychidae. Loài này được LeConte miêu tả khoa học năm 1853.